# Obelisco de Constantino

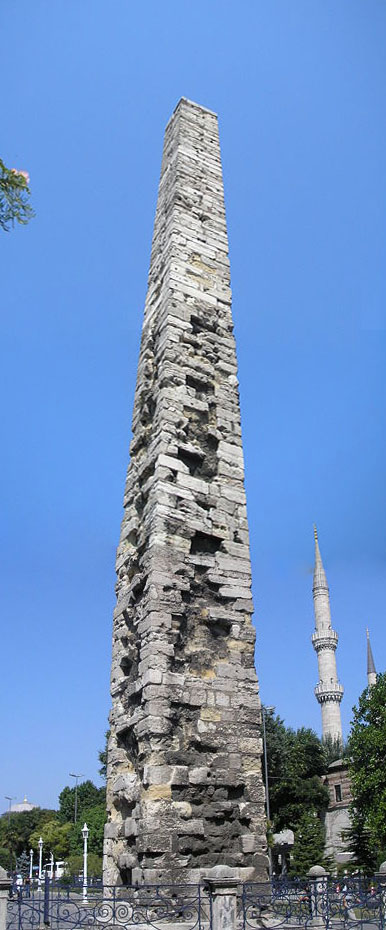
Obelisco de Constantino.

El Obelisco de Constantino se encuentra en la parte sur del Hipódromo de Constantinopla, en Estambul, Turquía, junto a la Columna de las Serpientes. Con una altura de 32 metros, fue construido con bloques de piedra. Se desconoce la fecha exacta de su construcción, aunque se sabe que fue Constantino VII quien lo mandó restaurar en el siglo X. En aquella época, estaba decorado con placas de bronce que representaban las victorias de Basilio I, abuelo de Constantino VII. Además, contaba con una esfera en lo alto del mismo. Posteriormente, en 1204, durante la Cuarta Cruzada, se robaron las placas de bronce y se fundieron.
La superficie del obelisco se encuentra muy dañada, ya que los jóvenes jenízaros solían subir hasta lo más alto para demostrar sus habilidades.